# Plecopterodes heterochroana
Plecopterodes heterochroana är en fjärilsart som beskrevs av Embrik Strand 1917. Plecopterodes heterochroana ingår i släktet Plecopterodes och familjen nattflyn. Inga underarter finns listade i Catalogue of Life.